# Jacques Frantz
Jacques Frantz, född Jacques André Pascal Poix 4 april 1947 i Dijon, Bourgogne-Franche-Comté, död 17 mars 2021 i Paris, var en fransk skådespelare.

## Roller i urval
- 1978 – Nu sticker vi
- 1983 – Les Compères
- 1984 – Le Jumeau
- 1984 – Muta & kör!
- 1985 – Ett lik för mycket
- 1992 – Krisen
- 2006 – Asterix och vikingarna (röst)
- 2007 – Chacun son cinéma
- 2009 – Arthur och Maltazard (röst)
- 2010 – Arthur och de två världarna (röst)
- 2010 – Heartbreaker